# John Skeaping
John Skeaping (9 juin 1901 - 5 mars 1980) est un sculpteur et peintre anglais. 
Fils de peintre, il a fait ses études au Goldsmiths College et à la Central School of Art de 1917 à 1919, puis et à la Royal Academy de 1919 à 1920. Il gagne le Prix de Rome en 1924 et épouse le sculpteur Barbara Hepworth à Florence la même année. Il fait avec elle sa première exposition en 1928. Officiellement artiste de guerre entre 1940 et 1945, il travaille ensuite au Mexique de 1949 à 1950, date à laquelle il est fait associé de la Royal Academy. Et il est fait Académicien Royal en 1960. Il donne des cours de sculpture à au Royal College of Art à partir de 1948 et y devient professeur de sculpture de 1953 à 1959. 
C'est un artiste plus particulièrement connu pour ses sculptures d'animaux.